# Monti Zangezur
I monti Zangezur sono una catena montuosa che definisce il confine tra la provincia meridionale armena di Syunik e la Repubblica Autonoma di Nakhichevan in Azerbaigian. Su questi monti si estende la seconda più estesa regione forestata dell'Armenia, che ricopre più del 20% del territorio dei monti, fino a 2200–2400 m di altitudine. Il resto dell'Armenia è quasi privo di foreste. Esse occupano solamente una piccola area delle pendici orientali dei monti Aragat e Tsakhkunyat, nella regione sud-occidentale dei monti Gegham.